# Pieter Simons (ingenieur)

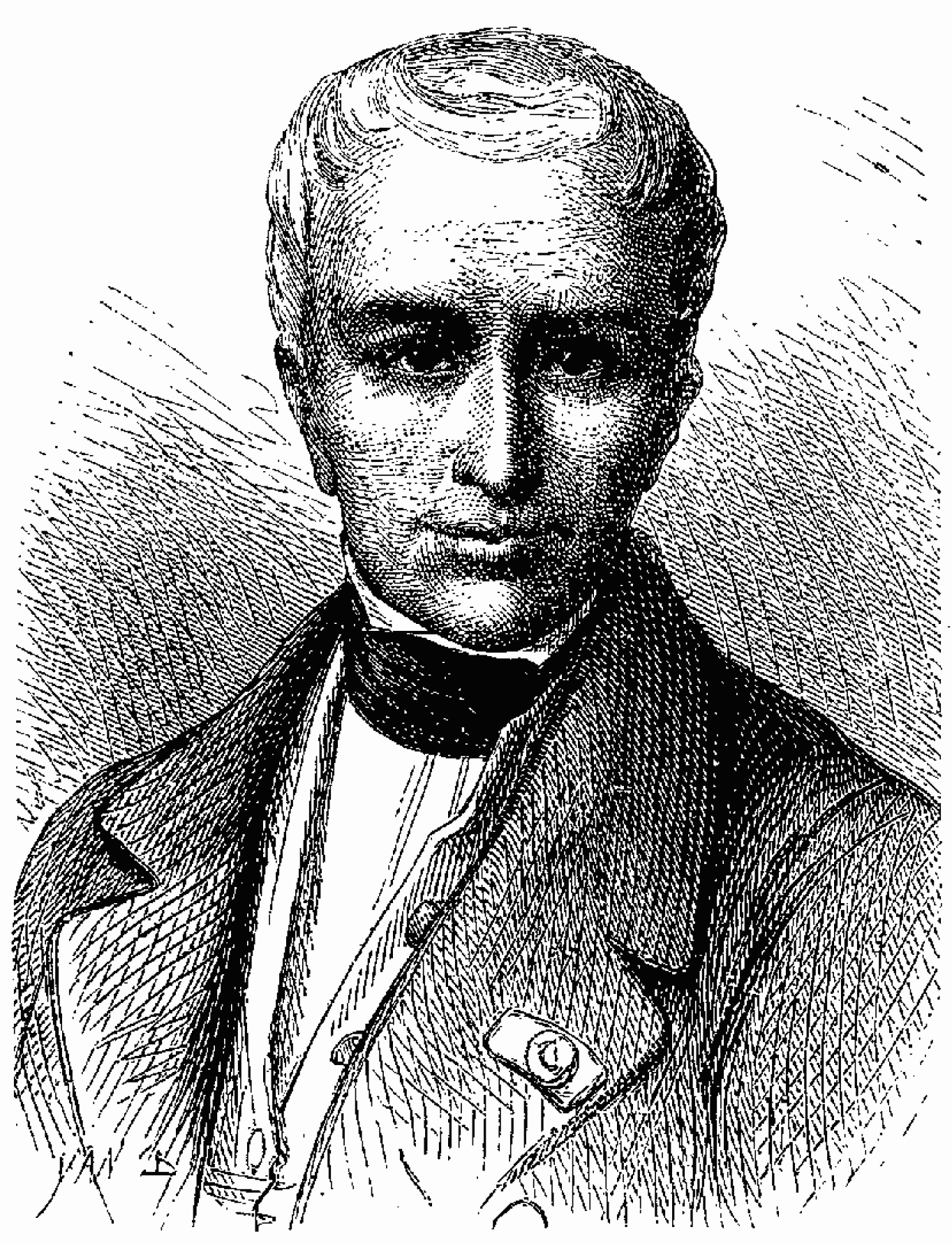
Portret van Pieter Simons

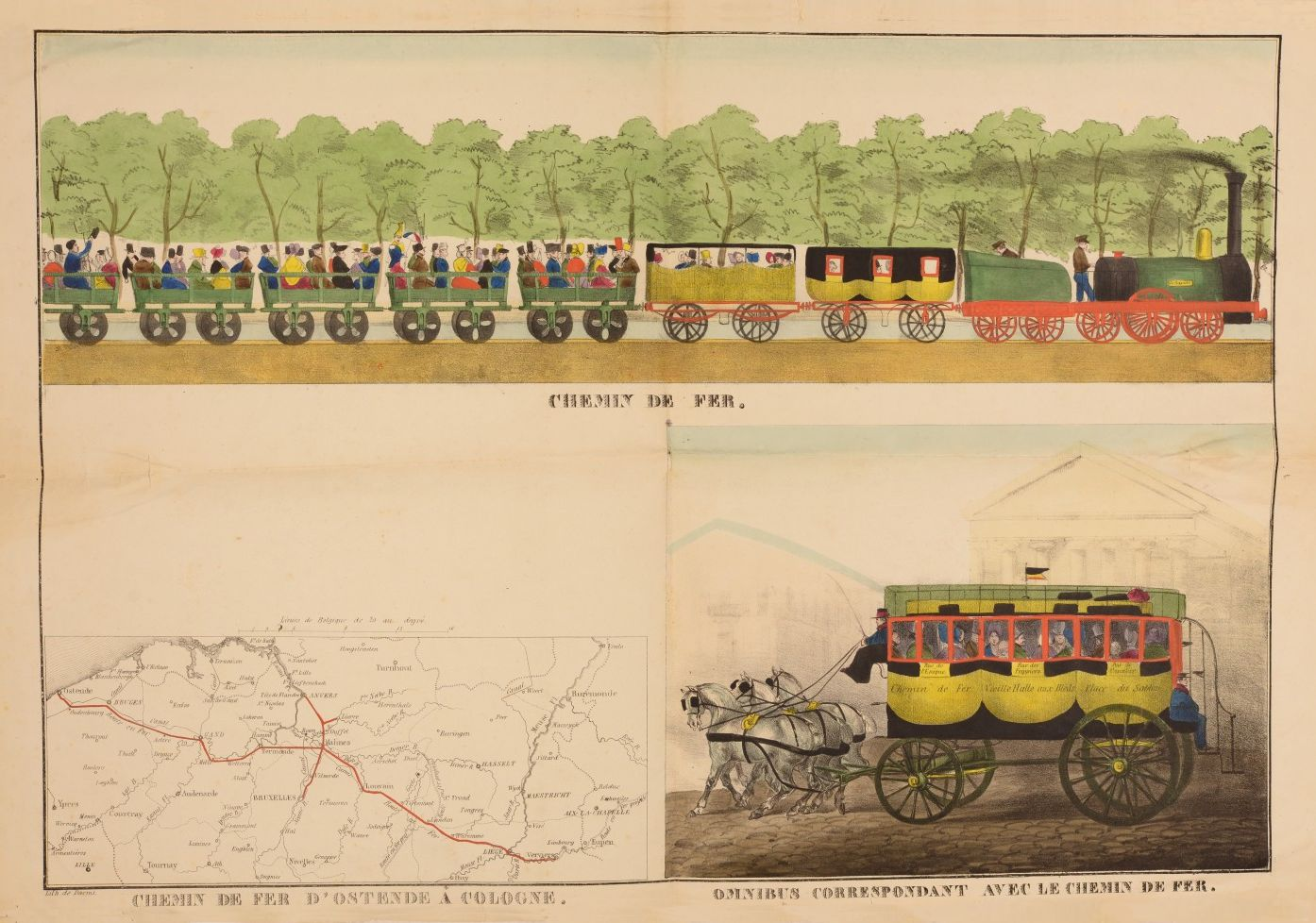
Het spoorwegnet tijdens de vroege carrière van Simons (1835-36)

Pieter (Pierre) Simons (Brussel, 20 januari 1797 - op zee, 14 mei 1843) was een Belgisch ingenieur en spoorwegpionier. Hij bestudeerde en realiseerde met zijn schoonbroer Gustave De Ridder de eerste passagiersspoorlijn buiten Groot-Brittannië. Hij was een sleutelfiguur in de ontwikkeling van het eerste centraal geplande spoorwegnet.

## Levensloop
Simons' vader Pieter en zijn grootvader Jan waren de meest gerenommeerde koetsenbouwers van het land. Pieter was gefascineerd door mechanica en ontmoette op jonge leeftijd Gaspard Monge. Na zijn ingenieursstudies trad hij in dienst van de leiding van Bruggen & Wegen van het kersverse Verenigd Koninkrijk der Nederlanden (1815). Aanvankelijk was hij bezig met civiele bouwkunde en later met waterwegen, onder meer met het Kanaal Brussel-Charleroi. Adolphe Quetelet merkte op dat Simons altijd zodanig verdiept was in zijn boeken en papieren, dat maar twee of drie vrienden van zijn bestaan zouden hebben geweten als zijn positie hem niet had gedwongen af en toe buiten te komen. Op 33-jarige leeftijd stond hij op het punt om in opdracht van de regering de mogelijkheid van een Panamakanaal te gaan bestuderen, maar de Belgische Revolutie verhinderde dit.
In 1831 deed hij een verzoek om betrokken te worden bij de aanleg van een spoorweg Antwerpen-Keulen. Met Gustave De Ridder en Jean-Baptiste Vifquain ondernam Simons een studiereis naar Groot-Brittannië. De lijn Liverpool-Manchester maakte grote indruk op hem. Bij zijn terugkeer stelde hij alles in het werk om minister Charles Rogier en het parlement te overtuigen van het belang en de haalbaarheid van een spoorwegnet. Hij zag erin een uitgelezen manier om de haven van Antwerpen uit het door de Scheldeblokkade opgelegde isolement te halen.
Hij kreeg met De Ridder de leiding over de spoorwerkzaamheden bij koninklijk besluit van 31 juli 1834. Een eerste succes was de lijn Mechelen-Brussel, ingewijd op 5 mei 1835 vanuit Station Brussel-Groendreef. Daarna legde hij met De Ridder nog vele lijnen aan, onder meer Parijs-Brussel en Frankfurt-Berlijn. Nadien werd hij aangesteld voor de constructie van de spoorweg over de Vesdervallei, die Luik met Pruisen moest verbinden. Rogier had hem in 1840 directeur gemaakt, maar met de nieuwe minister Léandre Desmaisières had hij een moeilijke relatie. Hij werd gesommeerd om zich vanuit Luik exclusief aan het Vesderproject te wijden, en weigerde. De minister zette hem eind 1841 op non-actief. De nieuwe functie die hij kreeg aangeboden, was in de wegenadministratie van de provincie Luxemburg, en opnieuw weigerde hij.
De Compagnie Belge de Colonisation bood hem aan directeur te worden van haar filiaal Communauté de l'Union dans les États du Guatemala, dat een concessie had verkregen van de Gualtemalteekse dictator Rafael Carrera. Ondanks tekenen van een ondermijnde gezondheid, stond hij erop te vertrekken. In de Golf van Biskaje werd hij ziek op de schoener Louise-Marie. Na een oponthoud van drie weken in Santa Cruz de Tenerife, liet zich terug aan boord dragen. Hij overleed na een week op de overtocht en kreeg een zeemansgraf.

## Onderscheidingen en eerbetoon
- Ridder in de Leopoldsorde
- Légion d'honneur
- Simons' treffende buste, een werk van Aimable Dutrieux, staat in het Station Brussel-Noord.
- In de Antwerpse stationsbuurt is een straat naar hem genoemd.

## Publicaties
- Mémoire à l'appui du projet d'un chemin à ornières de fer, à établir entre Anvers, Bruxelles, Liège et Verviers, destiné à former la 1re section de la nouvelle route d'Anvers à Cologne, 1833
- Recueil des mémoires et devis pour l'établissement du chemin de fer d'Anvers et Ostende à Cologne, avec embranchement de Bruxelles et de Gand aux frontières de France, 3e editie, Brussel, 1839 - Lees op Google Books